# Vahram Zaryan

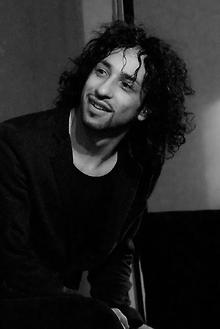
Vahram Zaryan, 2013

Vahram Zaryan (armenisch Վահրամ Զարյան) ist ein französischer Schauspieler, Pantomime, Performance-Artist, Theaterregisseur und Choreograf.

## Leben
Der armenischstämmige Zaryan studierte Theater, körperliche Darstellungskunst und Tanz im Studio d’Art Dramatique de Théatre d’Abelyan in Wanadsor und in der Nationalen Hochschule für Schauspielkunst Armeniens. Er hat sich auf Pantomime spezialisiert und begann, seine Stücke im Staatstheater für Pantomime in Jerewan unter der Leitung von Zhirayr Dadasyan aufzuführen. Außerdem besuchte er Kurse in Klassischem Tanz mit Yves Casati an der Pariser Oper sowie bei Yvan Bacciocchi im Atelier de Belleville in der Disziplin „technique Decroux“. Vahram Zaryan studierte Mimodramatik an der École Internationale de Mimodrame unter künstlerischer Leitung von Marcel Marceau und schloss die Ausbildung schließlich mit Auszeichnung ab. Des Weiteren nahm er an Workshops und Masterkursen unter künstlerischer Leitung von Ariane Mnouchkine, Carolyn Carlson und Maurice Béjart teil.
Zaryan ist Teil der Theatergruppe Mille Pattes, mit welcher er hauptsächlich in Paris und Umgebung auftritt. Des Weiteren hat er sein eigenes Ensemble mit Schauspielkollegen der Schauspielschule von Marcel Marceau (Le Shéatre Suspendu) gegründet. Das Ensemble hat verschiedene Stücke kreiert und führt diese überwiegend in Frankreich auf: im Pariser Lavoir Moderne im Jahr 2007 und in Tschechien im Divadlo Na Prádle im Rahmen des Fringe Theaterfestivals.
Parallel zu dem Gemeinschaftsprojekt des Ensembles interpretierte Zaryan unter anderem auch die Rolle des Pantomimen im Rahmen einer Gala im Palais Garnier, würdigt den Filmemacher Sergei Paradschanow in einem Auftritt mit dem Titel „Couleurs de la grande“ und auch Charlie Chaplin in einem Theaterstück, das eigens für Kinosäle konzipiert wurde. Zu seinen Performances gehört auch die Verkörperung des Vespone in der Giovanni-Battista-Pergolesi-Oper La serva padrona im Théâtre du Tambour Royal in Paris.

## Vahram Zaryan Company

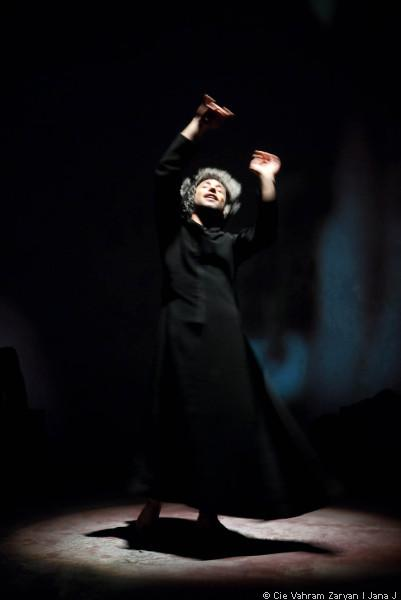
Vahram Zaryan, Ваграм Зарян, Վահրամ Զարյան "Mater Replik"

Vahram Zaryan ist Gründer der Theatergruppe „La Compagnie Vahram Zaryan“ die sich auf hauptsächlich auf Mimodramen spezialisiert hat und zeitgenössische Literatur in Körper- und Bewegungstheater umsetzt. Sein Körper- und Bewegungstheater wird von einem Dramaturgen und einem Kameramann begleitet, die ihre Arbeit zu einem Kunstwerk aus Text, Video und Audio zusammenfließen lassen. Ein ständig wiederkehrendes Thema seiner Arbeit ist die Frage der Identitätsfindung und des Exils.
Kunst beeinflusst Zaryan sichtbar: Er verarbeitet zeitgenössische Sichtweisen mit eigenen Interpretationen, um seinen Auftritten Relevanz und Räson zu verleihen. Mit dem Dramaturgen F. Bracon hat er das Stück „Confession“ entworfen, das sowie in Osteuropa als auch im Internationalen Pantomimefestival Armeniens aufgeführt wird.
Kurz darauf folgten die Stück „Il y a“, das in der Cité Universitaire Internationale von Paris gespielt wurde, sowie „Mater Replik“, das im Atelier du Plateau in Paris gespielt wurde und auf Tournee in Europa, den Vereinigten Staaten von Amerika und Russland war. Außerdem spielt das Ensemble „La tête en bas“ nach dem Roman von Noëlle Châtelet (2002), das als Mimodrama in der Saison 2013/14 inszeniert wird.

## Werke und Performance
Vahram Zaryan involviert sich auch in internationaler, zeitgenössischer Kunst, entsprechend führt er seine Inszenierungen in Museen und Kunstgalerien auf. Im Jahr 2014 schließt er sich Nina Childress in der Kunstgalerie Bernard Jordan in Paris an, um für die Ausstellung Rideau Vert eine Performance in Anlehnung an den Mime Étienne Decroux zu inszenieren.

## Bildung
Im Jahr 2012 und 2013 ist die Theatergruppe Vahram Zaryan Bestandteil des Théâtre Monfort sowie dem Etablissement Culturel der Stadt Paris. Er nimmt außerdem an Projekten teil, die von der DAC und dem DASCO der Stadt Paris teilfinanziert sind.